# ویوین لی
ویوین لی (به انگلیسی: Vivien Leigh, Lady Olivier) (زادهٔ ۵ نوامبر ۱۹۱۳ – درگذشتهٔ ۸ ژوئیهٔ ۱۹۶۷) بازیگر انگلیسی بود که دو بار، برای بازی در نقش اسکارلت اوهارا در بر بادرفته و در در نقش بلانش دو بوآ در اتوبوسی به‌نام هوس، برندهٔ اسکار بهترین بازیگر نقش اول زن شد. بنیاد فیلم آمریکا او را به عنوان شانزدهمین زن افسانه بزرگ پرده سینما نامگذاری کرد.

## زندگی

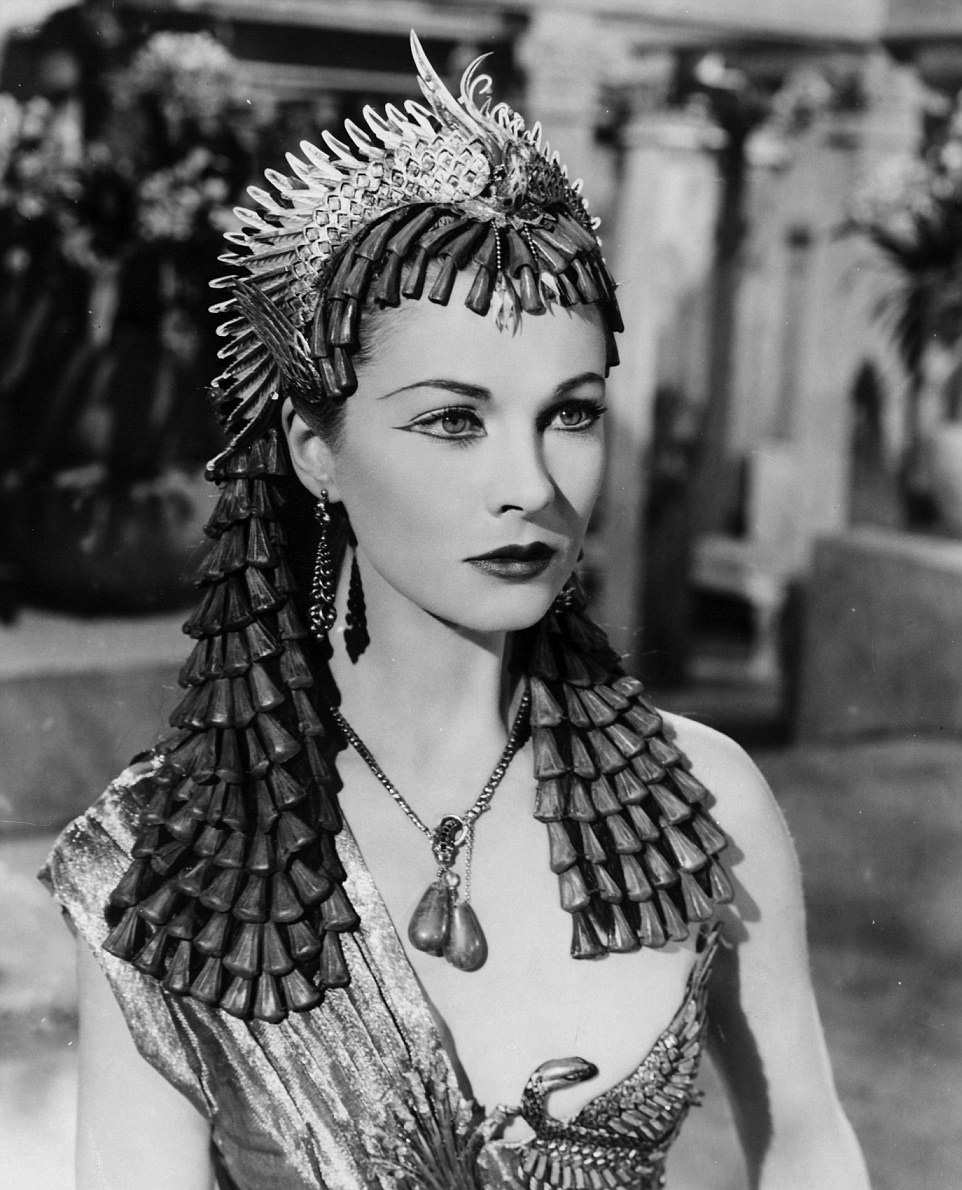
در سزار و کلئوپاترا

ویوین مری هارتلی (به انگلیسی: Vivian Mary Hartley)، در ۵ نوامبر ۱۹۱۳ از پدر و مادری بریتانیایی در دارجیلینگ هند زاده‌شد. او برای تحصیل به بریتانیا برگشت. کودکی‌اش را در مدارس مذهبی گذراند و بعد از آن وارد آکادمی سلطنتی هنرهای دراماتیک شد و در رشته بازیگری درس خواند. در ۲۰ دسامبر ۱۹۳۲ در ۱۹ سالگی با وکیلی به نام لی هولمن ازدواج کرد و سال بعد از او صاحب دختری بنام سوزان شد.
او تحصیل در بازیگری را رها کرد، چراکه همسرش با کار او در تئاتر و‎ ‌سینما مخالف بود، اما نام کوچک همسرش را به عنوان اسم هنری‌ برگزید تا خوش‌آهنگ‌تر باشد. نخستین بازی او در تئاتر «نقاب فضیلت» بود که در نقش فاحشه‌ای با چهره‌ای معصوم بازی کرد و توانایی‌اش را در بازی در نقش شخصیت‌هایی با ذات دوگانه به نمایش گذاشت. نخستین فیلمش، «همه چیز خوب به نظر می‌رسد»، انگلیسی بود و در نقش کوتاهی ظاهر شد.

### ویوین لی و لارنس اولیویه

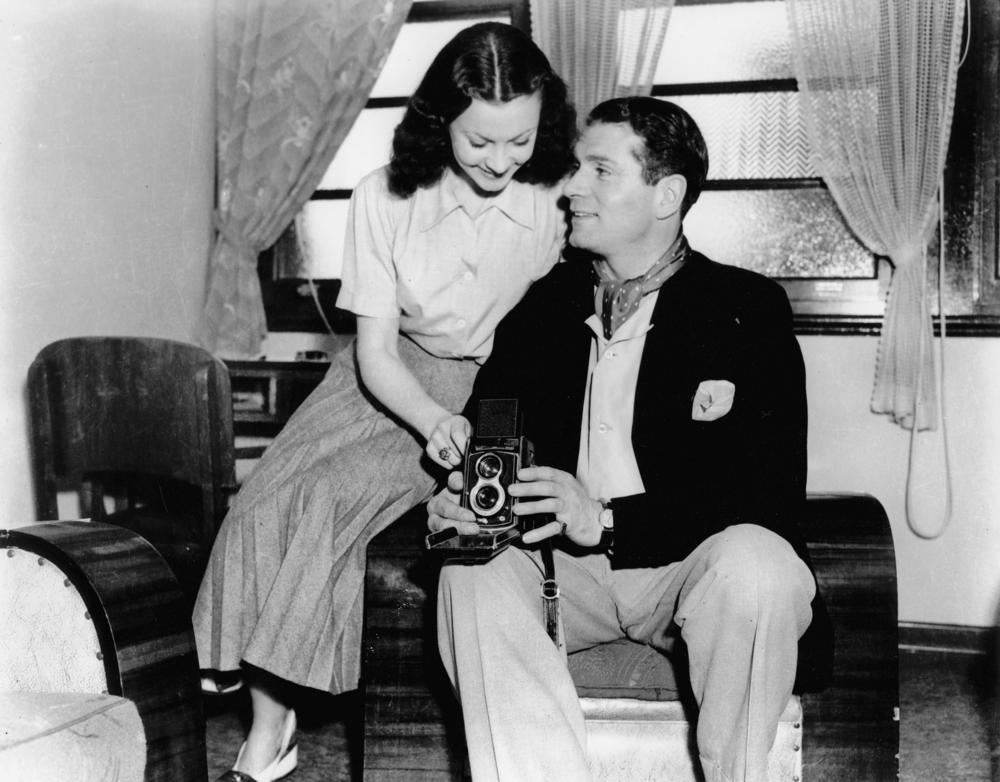
ویوین لی و لارنس الیویه، استرالیا ۱۹۴۸

ویوین لی در دوران بازی در نمایش‌های شکسپیری در تئاتر اولدویک لندن، با لارنس اولیویه، بازیگر بزرگ تئاتر و سینمای بریتانیا آشنا شد. ۱۹۳۷ او برای نخستین بار در هملت، در نقش اوفلیا در برابر لارنس اولیویه قرار گرفت. در همین سال‌ها بود که عاشق اولیویه شد، عشقی که سرانجامش ازدواج و زندگی بیست ساله همراه با تنش و افتخار بود. آن‌ها از هم‌سران‌شان جدا شدند و در ۱۹۴۰ ازدواج کردند. به اعتقاد ریچارد استرلینگ، مورخ سینما، سه نقش نمادین، افسانه ویوین لی را ساخته است، اسکارلت اوهارا، بلانش دوبوآ و بانو اولیویه. رابطه پرحرارت و ازدواج عاشقانه آن دو مورد توجه مردم و همواره سر زبان‌ها بود. ویوین بسیار به اولیویه تکیه داشت و او را انگیزه زندگی خود می‌دانست. به گفته مالی هسکل در کتاب «صادقانه بگم عزیزم»، عشق او به لارنس اولیویه، هم او را تعریف می‌کرد و هم تباه‌. در دهه پنجاه، با تشدید بیماری‌های روانی و جسمی ویوین، رابطه او با اولیویه نیز دچار تنش شد و سرانجام در ۱۹۶۰ جدا شدند. او پس‌از جدایی از اولیویه به بازی‌ در تئاتر ادامه داد، گرچه دیگر نتوانست موفقیت‌های گذشته را تکرار کند.

### بربادرفته
"می‌خواهم بازیگری بزرگ باشم."

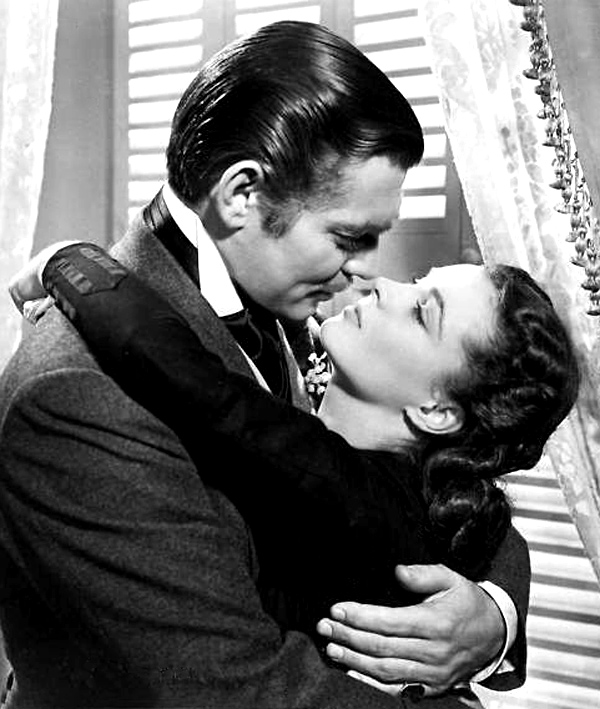
گیبل و لی در بربادرفته

بسیاری معتقدند که تصور بربادرفته بدون ویوین لی، ممکن نیست. ویوین لی، تا پیش از بازی در برباد رفته، بازیگری گم‌نام اما بااستعداد بود که با بازی در نقش اسکارلت اُوهارا، ستاره‌ شد. او کتاب بربادرفته را خوانده‌بود و وقتی شنید که می‌خواهند فیلمی بر اساس آن در هالی‌وود بسازند، شوهر و دخترش را رها کرد و با لارنس الیویه که برای بازی در بلندی‌های بادگیر راهی ایالات متحده بود، از لندن به لس‌آنجلس رفت. شباهت‌ ویوین لی که آن زمان ۲۵ سال داشت، به اسکارلت در رمان مارگارت میچل، قابل‌ انکار نبود؛ زنی با پوست سفید و چشمانی سبز که ترکیبی از لطافت و شهامت بود. او چهره‌ای زیبا و دل‌پذیر اما خویی سرکش و تکبری آزاردهنده داشت که او را به اسکارلت نزدیک می‌کرد. او با زیبایی جادویی و افسون‌گرانه‌اش، ستارگان بزرگی چون بِت دیویس، کاترین هپ‌بورن، جوآن کراوفورد و باربارا استانویک را که برای بازی در نقش اسکارلت، رقیب او بودند، پشت سر بگذارد و نقش را از آنِ خود کند. نقشی که برای آن ۱۴۰۰ داوطلب بودند و از ۹۰ نفر تست بازیگری گرفته شد.

### روی صحنه تئاتر
«هر شب که می‌خواهم روی صحنه بروم دچار اضطرابم. چرا که هرگز نمی‌دانی تماشاگران چه واکنشی نشان خواهند داد.» اگرچه بسیاری از مردم جهان، ویوین لی را با نقش‌های سینمایی‌اش به ویژه اسکارلت اوهارا می‌شناسند، او یکی از برجسته‌ترین زنان بازیگر تئاتر و از تئاتر سنتی قدرت‌مند انگلستان بود که در نمایش‌های شکسپیری لارنس اولیویه و کارگردان‌های بزرگ دیگر انگلیسی مانند جان گیلگاد و پیتر بروک بازی کرد و در کنار بازیگرانی چون چارلز لاتن، رکس هریسون، و رالف ریچاردسون بر صحنه تئاتر انگلستان، شکوه خیره‌کننده‌ای داشت.
ویوین لی در بیش از ۴۰ نمایش بازی کرد که از آن‌ها می‌توان پوست دندان‌های ما نوشته تورنتون وایلدر، تیتوس اندرونیکوس، مکبث، هملت، کلئوپاترا، شب دوازدهم نوشته ویلیام شکسپیر و دکتر بر سر دوراهی نوشته جرج برنارد شاو را نام برد.
آخرین حضور او در تئاتر، بازی در نمایش ایوانف اثر آنتون چخوف و به کارگردانی جان گیلگاد در لندن بود.

### اتوبوسی به نام هوس

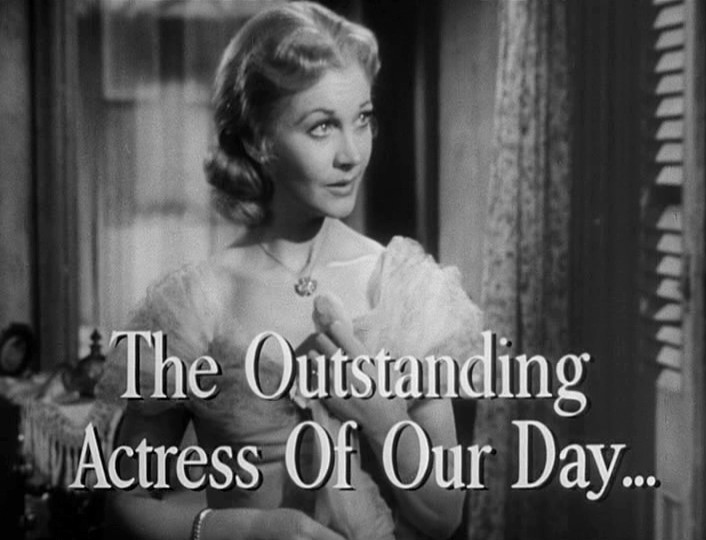
در تریلر اتوبوسی به نام هوس

اتوبوسی به نام هوس اثر تنسی ویلیامز، نمایشی است که موضوع و شخصیت‌های آن در دهه پنجاه جامعه آمریکا، نامتعارف و سنت‌شکنانه بود و الیا کازان پیش از ساختن فیلمی بر اساس آن، آن را در برادوی با بازی جسیکا تندی در نقش بلانش دو بوآ و مارلون براندو روی صحنه برده بود.
از طرفی ویوین لی نیز تقریباً همان زمان نقش بلانش را بر روی صحنه تئاتر لندن اجرا می‌کرد و الیا کازان او را برای بازی در نقش بلانش دوبوآ برگزید. نقشی دشوار در برابر مارلون براندو که دومین اسکار او را در پی داشت. ویوین در این فیلم، نقش زنی را بازی می‌کرد که می‌خواست روح درهم‌شکسته‌اش را پشت نجابت ظاهری‌اش پنهان کند. شخصیت بلانش خیلی به شخصیت ویوین نزدیک بود و همان وجه دوگانه درونی او را بیان می‌کرد و اروتیسم و جنون تدریجی او را نشان می‌داد.
بلانش دوبوآ، نماینده زنان بورژوا و اشرافی جنوب آمریکا بود. زنانی که بحران سرمایه‌داری دهه ۴۰ آمریکا، زندگی آن‌ها را از هم گسیخته و جز نوستالژی رنگ‌پریده و مبهم شکوهی بی‌بنیاد که در چمدانی از لباس‌های فاخر بیدزده، جواهر بدلی، نامی اشرافی و بدهی‌های سنگین خلاصه می‌شد، چیزی برایشان نگذاشته بود، ویوین لی، این غرور کهنه و ازدست‌رفتۀ آریستوکراتیک را به بهترین شکل به‌نمایش گذاشت. بازی در این فیلم نیز باعث تشدید افسردگی ویوین شد و به گفته خودش او را دچار جنون کرد.

### جدال با بیماری و مرگ
«هرگز از مرگ نمی‌هراسم.»
در دهه شصت، بیماری ویوین لی روزبه‌روز شدیدتر و باعث وقفه‌های طولانی میان فیلم‌ها و اجراهای تئاتری او شد. به‌علاوه ابتلاء به بیماری سل، دو بار سقط جنین، افسردگی، از دست دادن حافظه و شوک‌درمانی، لطمه زیادی به فعالیت حرفه‌ای او زد.
لی در ۸ ژوئیه ۱۹۶۷ در ۵۳ سالگی بر اثر سل در لندن درگذشت. جنازه‌اش را سوزاندند و خاکسترش را در دریاچه‌ای در نزدیکی خانه‌اش ریختند.

## افتخارات
او دو اسکار بازیگری گرفت، یکی برای بازی در نقش اسکارلت اوهارا در بر باد رفته ساخته ویکتور فلمینگ، و دیگری برای بازی در نقش بلانش دو بوآ در اتوبوسی به نام هوس ساخته الیا کازان.

## خصوصیات

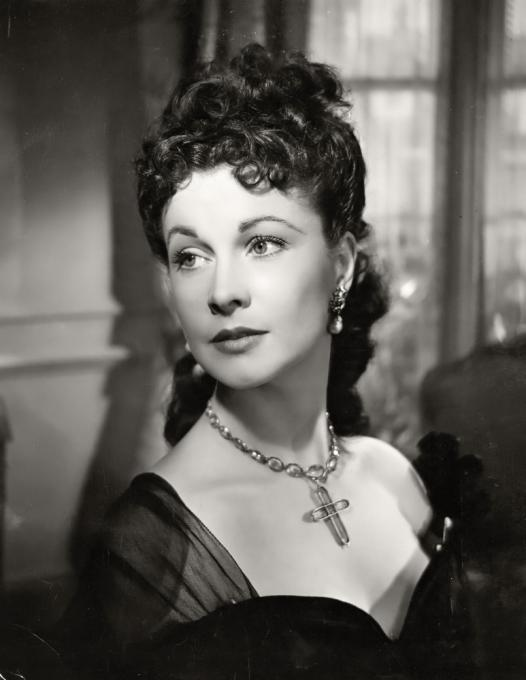
ویوین لی در فیلم آنا کارنینا

ویوین لی، آمیزه‌ای از تضادها بود. بازیگری که سیلانی از زیبایی، معصومیت، اغواگری، و خودخواهی را یک جا در خود داشت و چون چشمه‌ای که ختی سنگ‌ریزه‌ای را هم در دل پنهان نمی‌دارد بر پرده سینما و صحنه تئاتر جاری می‌ساخت. کسی که جدا از نقش‌های جسورانه سینمایی‌اش، در نقش زنان برجسته دنیای نمایش و ادبیات چون آنا کارنینا، لیدی مکبث، اوفلیا و کلئوپاترا نیز ظاهر شد و خوب درخشید، اما فروغش زیر سایه سنگین همسر بازیگرش؛ سِر لارنس الیویه، در تئاتر کمتر دیده شد و بیشتر، نقش‌های سینمایی‌اش در یادها ماند.

## جوایز و افتخارات
- جایزه بفتا بهترین بازیگر نقش اول زن بریتانیا در ششمین دوره بخاطر فیلم اتوبوسی به نام هوس (۱۹۵۲)
- اسکار بهترین بازیگر نقش اول زن (۱۹۳۹)
- اسکار بهترین بازیگر نقش اول زن (۱۹۵۱)
- جایزه حلقه منتقدان فیلم نیویورک برای بهترین بازیگر نقش اول زن بخاطر فیلم بر باد رفته (۱۹۳۹)
- جام ولپی بخاطر فیلم اتوبوسی به نام هوس (۱۹۵۱)
- ۱۰۰ سال… ۱۰۰ ستاره به انتخاب بفا
- ۱۰۰ سال…۱۰۰ نقل قول به انتخاب بفا